# Seweryn Boner

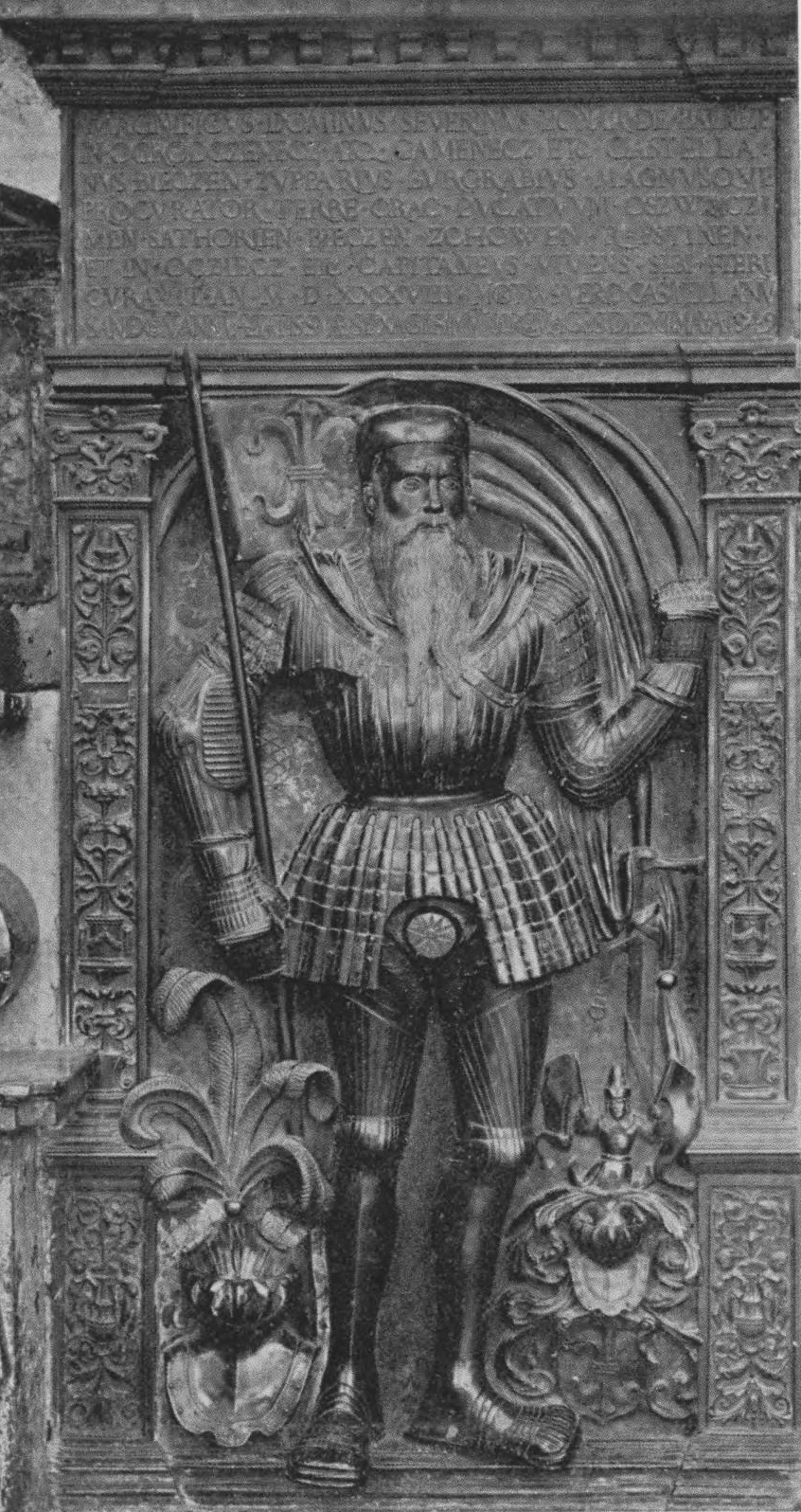
Płyta nagrobna Seweryna Bonera z kościoła Mariackiego

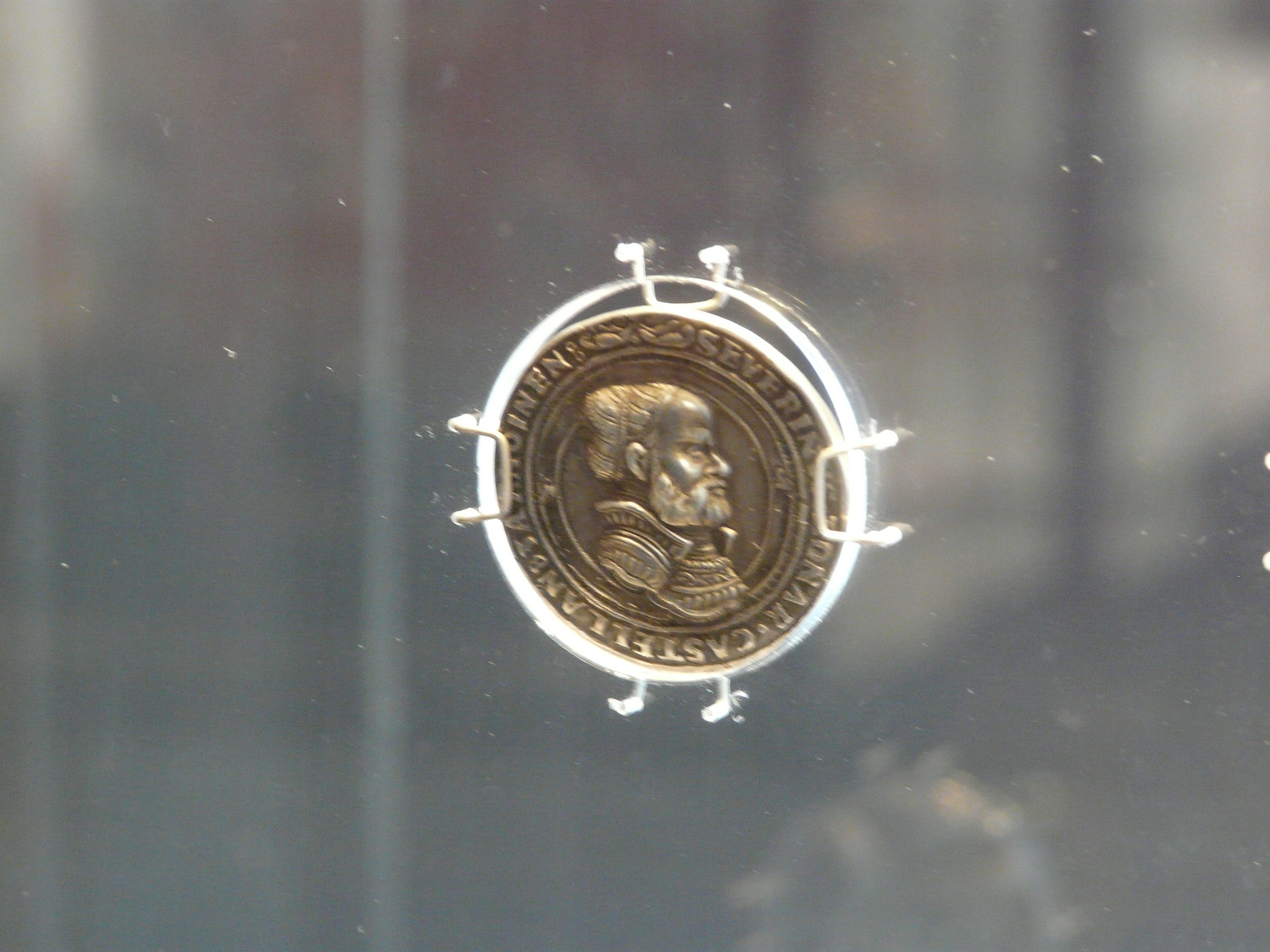
Medal Seweryna Bonera, 1533

Seweryn Boner herbu Bonarowa (ur. 1486, zm. 12 maja 1549) – bankier królewski Bony Sforzy i Zygmunta I Starego, burgrabia krakowski, starosta biecki.

## Życiorys
Był synem bankiera Jakuba Andrzeja, bratankiem Jana, po którym odziedziczył cały majątek wraz z piastowanymi przez stryja urzędami. 23 października 1515 pojął za żonę Zofię Bethmanównę – dziedziczkę Balic, które stały się podmiejską rezydencją Bonerów. Z pierwszego małżeństwa Seweryn miał trójkę dzieci: synów Jana, Stanisława (1517-1560) i córkę Zofię (zm. 1563), wydaną za mąż za marszałka koronnego Jana Firleja – dziedziczkę rodzinnej fortuny. Drugą żoną była Jadwiga Kościelecka matka dwóch młodszych synów Seweryna (kasztelana krakowskiego) i Jakuba Fryderyka (zm. 1585).
W 1520 pod zastaw Biecza i Ciężkowic udzielił kolejnej pożyczki królowi, zostając w 1535 kasztelanem bieckim, a w 1547 kasztelanem sądeckim. Prowadził rozległe interesy w całej Europie. Był mecenasem uczonych. Utrzymywał kontakty z Erazmem z Rotterdamu. W swoim dworze w Balicach założył przepiękny ogród, sprowadzając z zagranicy ozdobne rośliny, utrzymywał też własną kapelę, którą podejmował w 1543 królową Elżbietę, a w 1553 Katarzynę w Balicach. Kierował przebudową Wawelu oraz zamku w Ogrodzieńcu i zamku w Kamieńcu. W 1534 podarował górnikom z Wieliczki zachowany do dziś róg tura ozdobiony srebrem wsparty na postaci klęczącego Herkulesa.
W 1534 obalił, wykorzystując swoje rozległe wpływy, niekorzystny dla siebie testament szwagra Jana Bethmana i przejmując niemal cały majątek rodziny Bethmanów.
Z osobą Seweryna Bonera związana jest następująca anegdota: w 1530, szukając złota, w miejscowości Ropa pod górą Chełm, znalazł olej, który zalał mu kopalnię. Drwiono z niego na dworze królewskim, z powodu oblepienia się smołą, zamiast złotem, którego poszukiwał. Określano Bonera: „ten, co to złota w Ropie szukał – smołą się opłukał”.
Zmarł wracając ze ślubu swojego najstarszego syna Jana. Pochowany został w rodzinnej kaplicy św. Jana Chrzciciela w Kościele Mariackim. Znajdujące się w niej do dziś brązowe płyty nagrobne Seweryna (odlana w 1538) i Zofii Bonerów (odlana po 1532) w warsztacie Hansa Vischera w Norymberdze według projektów Stanisława Samostrzelnika uważane są za jedno z najlepszych dzieł wczesnorenesansowej rzeźby w Polsce.

### Literatura dodatkowa
- Władysław Pociecha: Boner Seweryn. W: Polski Słownik Biograficzny. T. 2: Beyzym Jan – Brownsford Marja. Kraków: Polska Akademia Umiejętności – Skład Główny w Księgarniach Gebethnera i Wolffa, 1936, s. 300–301. Reprint: Zakład Narodowy im. Ossolińskich, Kraków 1989, ISBN 83-04-03291-0.